# 볼리비아 U-15 축구 국가대표팀
볼리비아 U-15 축구 국가대표팀(스페인어: selección de fútbol sub-15 de Bolivia)은 볼리비아를 대표하는 15세 이하의 축구 국가대표팀으로, 볼리비아의 축구 관리 기관인 볼리비아 축구 연맹의 관리를 받는다. 해당 대표팀은 CONMEBOL U-15 축구 선수권 대회와 같은 대회 준비를 위해 주로 소집된다. CONMEBOL U-15 축구 선수권 대회에 총 8번 출전해 2005년에 4위를 기록했으며, 2010년 하계 청소년 올림픽에서 금메달을 획득했다.